# Achrysocharoides spulerinae
Achrysocharoides spulerinae är en stekelart som beskrevs av Kamijo 1990. Achrysocharoides spulerinae ingår i släktet Achrysocharoides och familjen finglanssteklar. Inga underarter finns listade i Catalogue of Life.